# Bernhard Kleeberg
Bernhard Kleeberg (* 1971) ist ein deutscher Wissenschaftshistoriker.

## Leben
Von 1991 bis 1998 absolvierte er ein Magisterstudium der Geschichte und Philosophie an der Universität Konstanz. Nach der Promotion 2002 in Konstanz und Stationen am Max-Planck Institut für Wissenschaftsgeschichte, der London School of Economics and Political Science und der Universität Gießen nahm er 2007 einen Ruf auf die Juniorprofessur für Wissenschaftsgeschichte der Geistes- und Sozialwissenschaften an (ohne tenure track), vertrat Professuren in Zürich und Basel und habilitierte sich 2016 in Konstanz mit einer Arbeit über die Geschichte des Konzepts des steigenden Lebensstandards im 19. Jahrhundert (Venia Legendi für Neuere und Neueste Geschichte). Seit 2016 ist er Professor für Wissenschaftsgeschichte der Universität Erfurt. zunächst am Max-Weber Kolleg für kultur- und sozialwissenschaftliche Studien, seit 2020 am Historischen Seminar der Philosophischen Fakultät. Er ist Mitbegründer und geschäftsführender Herausgeber der Schriftenreihen Historische Wissensforschung und Historische Wissensforschung Essay (seit 2014) und seit 2018 Herausgeber (seit 2021 geschäftsführend) von NTM. Zeitschrift für Geschichte der Wissenschaften, Technik und Medizin, der Zeitschrift der deutschen Gesellschaft für die Geschichte der Wissenschaften, der Medizin und der Technik (GWMT).
Seine Forschungsschwerpunkte liegen in der Geschichte der Geistes- und Sozialwissenschaften des 18.–20. Jahrhunderts, insbesondere der Geschichte der Anthropologie und der (Sozial-)Psychologie des 19./20. Jahrhunderts, (ost-)europäischer Epistemologien des 20./21. Jahrhunderts, der Praxeologie der Wahrheit und der historischen Anthropologie ökonomischer Rationalität im 19. und 20. Jahrhundert.

## Schriften (Auswahl)
- als Herausgeber mit Stefan Metzger, Wolfgang Rapp und Tillmann Walter: Die List der Gene. Strategeme eines neuen Menschen. Tübingen 2001, ISBN 3-8233-5710-7.
- Theophysis. Ernst Haeckels Philosophie des Naturganzen. Köln 2005, ISBN 3-412-17304-5.
- als Herausgeber mit Tilmann Walter und Fabio Crivellari: Urmensch und Wissenschaften. Eine Bestandsaufnahme. Festschrift für Dieter Groh. Darmstadt 2005, ISBN 3-534-17461-5.
- als Herausgeber: Schlechte Angewohnheiten. Eine Anthologie 1750–1900. Berlin 2012, ISBN 978-3-518-29602-8.